# Ertuğrul-Tekke-Moschee

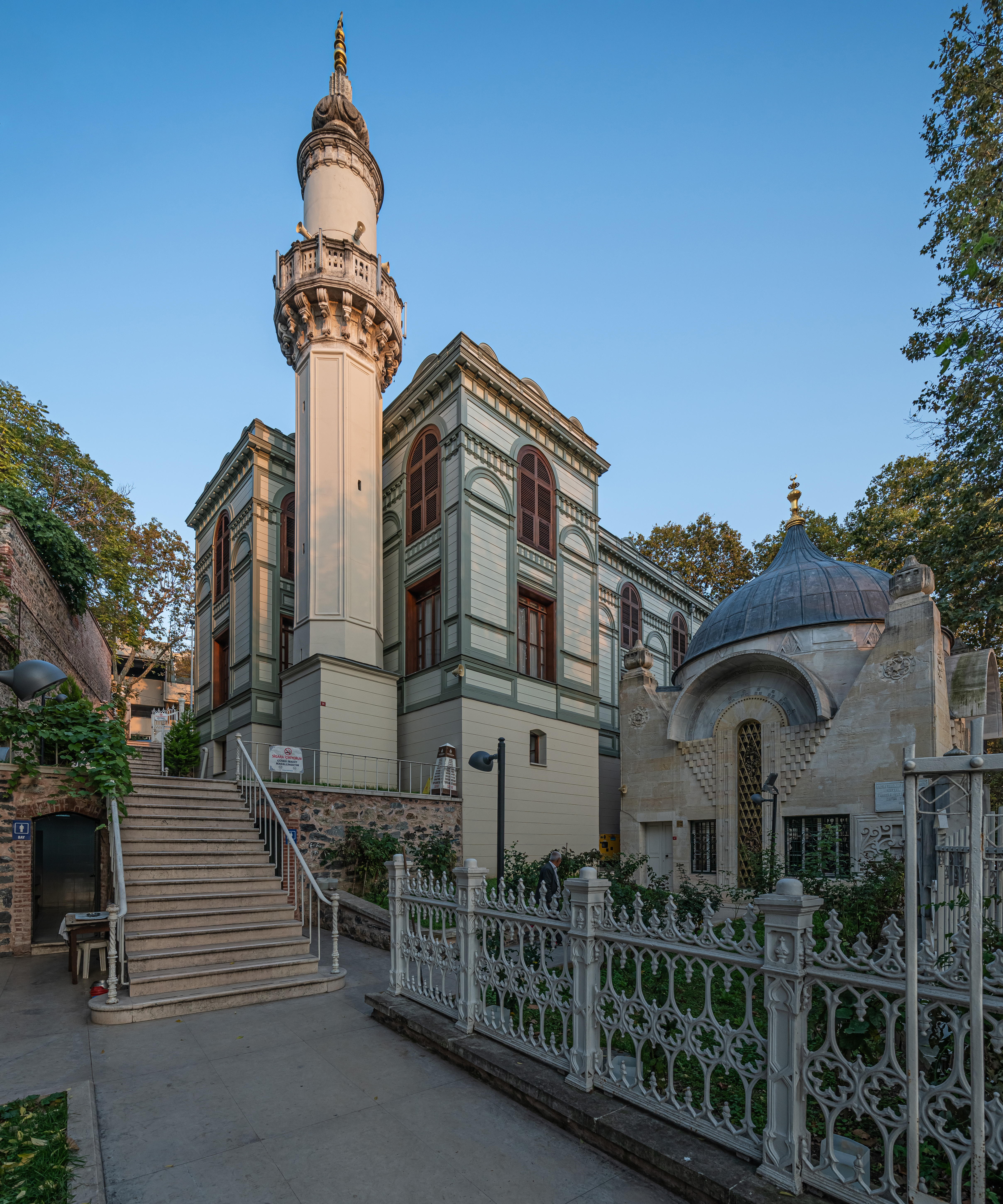
Außenansicht

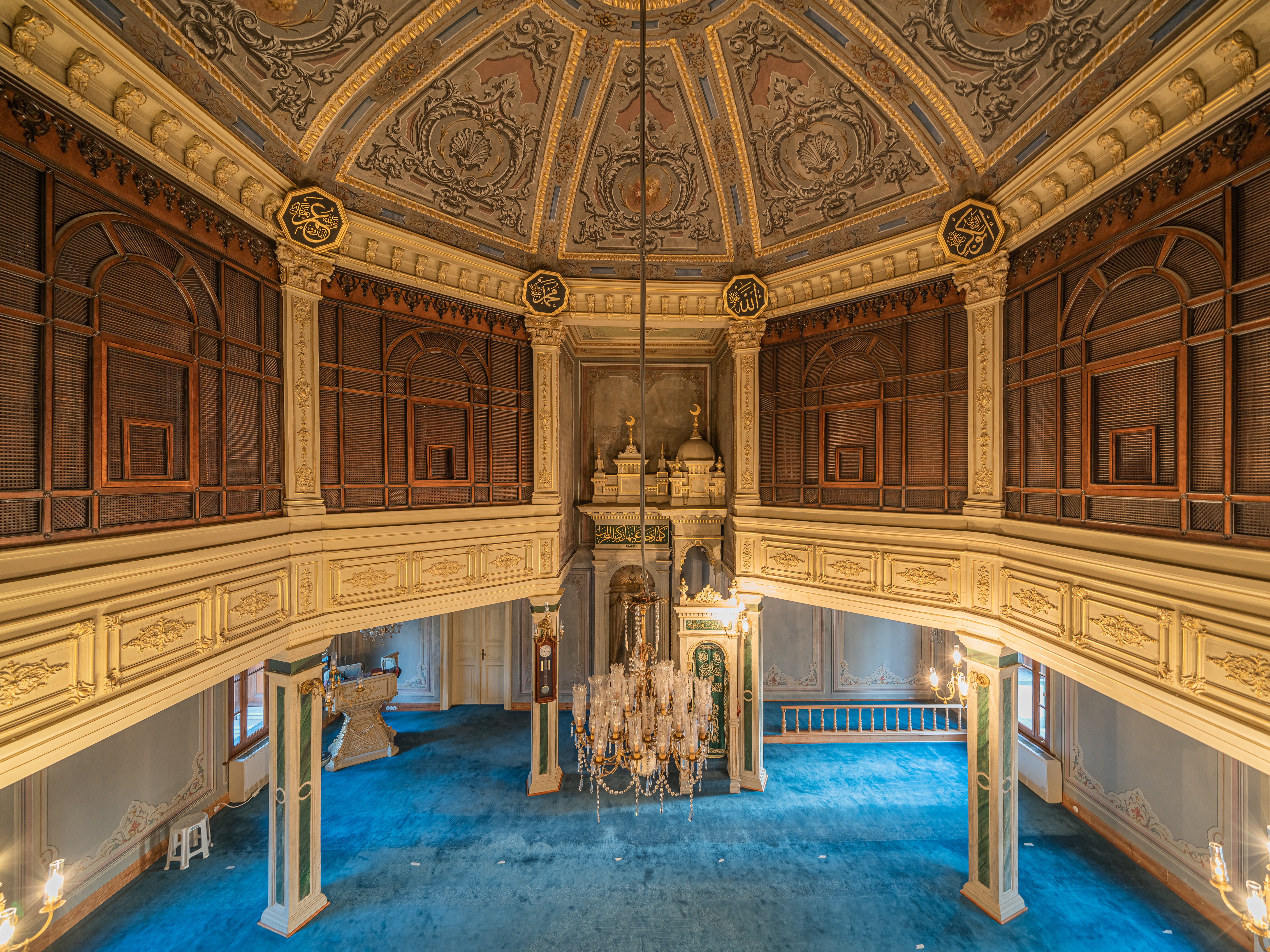
Innenansicht

Die Ertuğrul-Tekke-Moschee ist eine Moschee und war auch gleichzeitig eine Tekke in Istanbul. Sultan Abdülhamid II. ließ sie im Jahre 1887 im Semt Yıldız im Stadtteil Beşiktaş errichten. Der Name Ertuğrul leitet sich aus zwei Gegebenheiten ab: Einerseits nimmt er Bezug auf den Vater des Gründers des Osmanischen Reiches Ertoghrul, und andererseits diente die Moschee als Gebetshaus für die Soldaten des Ertuğrul Alayı. Abdülhamid II. ließ die Moschee für die Şazeli-Tariqa erbauen.
Der Hauptgebäudekomplex besteht aus der Moschee, der Tevhidhâne (Ort an dem religiöse Zeremonien abgehalten werden) und dem Selamlık. Daneben besteht auf dem Grundstück noch die Tekke bestehend aus einem Harem-Bereich und einem Gästehaus. Zwischen den Jahren 1905 und 1906 wurden im westlichen Teil des Gartens durch den Hofarchitekten Raimondo d'Aronco eine Türbe für den libyschen Geistlichen Scheich Zafir, eine Bibliothek sowie ein Brunnen errichtet. Die drei Elemente sind gute Beispiele für Jugendstilarchitektur in Istanbul.
2008 begannen umfassende Restaurierungsarbeiten. Die Moschee ist seit dem 21. Mai 2010 für die Öffentlichkeit wieder zugänglich. Die Kosten der Restaurierung beliefen sich auf 5,5 Millionen TL.